# Midale
Midale és una població de la província de Saskatchewan al Canadà. Té uns 500 habitants i és notable per haver registrat la  temperatura més alta del Canadà: 45 °C (113 graus Fahrenheit), el 5 de juliol de 1937. A la població propera de Yellow Grass el mateix dia també s'arribà als 45 °C.

## Clima
El clima és continental extrem, el mes més fred és gener amb una temperatura mitjana de -14,9 °C (la mínima absoluta de gener és de -43,9 °C) i el més càlid juliol amb + 19,5. La pluviometria mitjana anual és de 404,8 litres la màxima precipitació és des de la primavera a l'estiu.